# Леандро Соуза
Леандро Соуза (порт. Leandro Souza, нар. 24 лютого 1986, Ріо-де-Жанейро) — бразильський футболіст, захисник, фланговий півзахисник клубу «Куяба».

## Ігрова кар'єра
У дорослому футболі дебютував 2008 року виступами за команду клубу «Атлетіку Паранаенсе», в якій того року взяв участь в одному матчі чемпіонату. 
Згодом з 2010 по 2014 рік грав у складі команд клубів «Бангу», «Гуарані» (Асунсьйон) та «Санта-Круз» (Ресіфі).
Своєю грою за останню команду привернув увагу представників тренерського штабу клубу «Кабофріенсе», до складу якого приєднався 2015 року і за який відіграв частину 2015 року, того ж року грав за клуб «АСА».
З 2016 року три сезони захищав кольори команди клубу «ССА Масейо».  Більшість часу, проведеного у складі «ССА Масейо», був основним гравцем команди.
До складу клубу «Куяба» приєднався 2019 року. Станом на 3 жовтня 2019 року відіграв за команду з Куяби 6 матчів в національному чемпіонаті.